# Mel Raido
Mel Raido (ur. 1977 na Jamajce) – brytyjski aktor pochodzenia hiszpańskiego i greckiego.

## Życiorys
Urodził się na Jamajce. Kiedy miał trzy lata wraz z rodziną przeprowadził się do Londynu. Uczęszczał do Webber Douglas Academy of Dramatic Art. Na festiwalu teatralnym w Edynburgu w 1999 w spektaklu Corpus Christie odtwarzał postać Jezusa. Występował w licznych sztukach. Na kinowym ekranie zadebiutował w komedii romantycznej Romantycy (Born Romantic, 2000) u boku Craiga Fergusona, Davida Morrisseya i Catherine McCormack. W filmie kryminalnym rozgrywającym się w latach 80. The Informers (2009) zagrał legendarnego gwiazdora rocka Bryana Metro.

## Filmografia

### Filmy fabularne
- 2000: Księgowość podwójna Chrisiego Malry'ego (Christie Malry's Own Double-Entry) jako Bernie
- 2000: Romantycy (Born Romantic) jako Brian
- 2002: Jutro La Scala! (Tomorrow La Scala!) jako Jordan
- 2002: Czas śmierci (Long Time Dead) jako Joe
- 2005: Wykolejony (Derailed) jako biznesmen
- 2006: O Jerusalem jako Jakub
- 2007: Czterolistna koniczyna (Grow Your Own) jako Nick
- 2008: Clubbed jako Danny
- 2009: The Informers jako Bryan Metro

### Filmy TV
- 2000: The Ancients jako Samuel Palmer
- 2008: He Kills Coppers jako Billy Porter
- 2009: Empire State jako Wesley Maddox

### Filmy krótkometrażowe
- 2001: Bąble (Bubbles) jako taksówkarz Van
- 2004: Moving On
- 2005: Jodie jako przyjaciel

### Seriale TV
- 2000: Urban Gothic jako Raksha
- 2001: Morderstwa w Midsomer (Midsomer Murders) jako Chris Megson
- 2003: The Vice jako P.C. Adam Parkes
- 2003: Red Cap jako Darren Stowe